# تصویر رقومی
تصویر رُقومی یا تصویر دیجیتال، یک تصویر آنالوگ تبدیل شده به شکل عددی به منظور استفاده در کامپیوتر است. تصویر به نقاط ریزی به نام پیکسل تقسیم می‌شود. در نقطه sub-satellite هر پیکسل بیانگر یک مقدار خاصی از منطقه است. مثلاً در یک سیستم انتقال خودکار تصویر (APT) هر پیکسل بیانگر ۱/۴ کیلومتر است. هر پیکسل دارای یک ارزش عددی است که بیانگر میزان تابندگی تصویر در آن نقطه است.